# Let's Make Sure We Kiss Goodbye
Let's Make Sure We Kiss Goodbye è il nono album in studio del cantautore statunitense Vince Gill, pubblicato il 18 aprile 2000 dalla MCA Nashville.

## Tracce
1. One – 3:47 (Vince Gill)
2. Feels Like Love – 4:15 (Vince Gill)
3. Let's Make Sure We Kiss Goodbye – 4:04 (Vince Gill)
4. For the Last Time – 3:52 (Steve Diamond, Vince Gill)
5. When I Look into Your Heart (con Amy Grant) – 3:07 (Vince Gill, Amy Grant)
6. Shoot Straight from Your Heart – 3:52 (Vince Gill)
7. The Luckiest Guy in the World – 3:34 (Vince Gill, Michael Omartian)
8. Little Things – 3:44 (Vince Gill, Leslie Satcher)
9. Baby Please Don't Go – 3:36 (Vince Gill)
10. Look What Love's Revealing – 4:37 (Vince Gill, Amy Grant)
11. That Friend of Mine – 3:20 (Vince Gill, Reed Nielsen)
12. Hey God – 4:23 (Vince Gill)

## Classifiche
| Classifiche (2000) | Posizione massima |
| ------------------ | ----------------- |
| Stati Uniti        | 39                |